# Хвильова функція
Хвильова функція, або псі-функція {\displaystyle \psi \,}, — комплекснозначна функція, що використовується у квантовій механіці для опису стану квантовомеханічної системи. Хвильова функція пов'язана з густиною ймовірності перебування частинки у деякій ділянці простору в деякий момент часу таким чином: ймовірність перебування частинки в деякій точці пропорційна квадрату модуля хвильової функції в ній.
Хвильова функція є функцією від усіх ступенів свободи цієї частинки, яким, своєю чергою, відповідає деякий набір комутівних квантових змінних.
На відміну від класичного опису, в якому частинки розглядаються як матеріальні точки, що мають певну координату, а їхній рух повністю описується траєкторією і швидкістю, хвиля, що її описує хвильова функція, не локалізована в одній точці, а в загальному вигляді займає весь нескінченний простір (хоча більша частина її, зазвичай, зосереджена в деякій ділянці). Таким чином, у такому описі поняття траєкторії не має сенсу, а рух описується в термінах потоку енергії та імпульсу.
З хвильовою природою частинок пов'язані такі явища як дифракція та інтерференція масивних частинок, квантування рівнів енергії гармонійного осцилятора, принцип невизначеності та інші. 
Опис квантової системи за допомогою функції, яка б описувала її хвильові властивості запропонував Ервін Шредінгер.

## Історія
У 1905 році Ейнштейн пояснив явище фотоефекту, використавши припущення про те, що світло випромінюється і поглинається окремими порціями, квантами, а також встановив залежність між енергією кванта і його частотою, а у 1916 році, він же показав залежність між імпульсом фотона, і його довжиною хвилі, λ = h/p.
У 1922 році Артуром Комптоном було відкрите непружне розсіяння фотона на електроні, що вказувало на його корпускулярні властивості, тоді як дослідження дифракції і інтерференції світла чітко вказувало на його хвильову природу.
У 1923 році Луї де Бройль висловив ідею, згідно з якою, не тільки квантам світла, а й будь-якій частинці можна співставити хвилю, що описується рівнянням λ = h/p. Це рівняння є математичним вираженням ідеї про корпускулярно-хвильовий дуалізм для масивних і безмасових частинок. У 1925 році Клінтон Девіссон і Лестер Джермер продемонстрували дифракцію електронів при відбитті від кристала нікелю. Дослід Девіссона — Джермера став підтвердженням припущення де Бройля. У 1926 році, Ервін Шредінгер опублікував рівняння, що зараз відоме під його іменем. Це рівняння дозволяє знаходити конкретний вигляд хвильових функцій, проте, ні гіпотеза де Бройля, ні рівняння Шредінгера нічого не говорили про природу хвиль матерії. Дослідження показували, що ці хвилі не пов'язані з розподілом матерії у просторі — при спробі фіксації, частинка завжди знаходиться в одній точці простору, а експерименти з пружного розсіяння показували, що вся частинка відбивається як одне ціле.
У 1926 році Борн висловив припущення, що хвильова функція пов'язана з амплітудою ймовірності спостереження частинки у деякій точці. Його гіпотеза була прийнята як частина Копенгагенської інтерпретації квантової механіки. У тому ж році було запропоноване релятивістське узагальнення рівняння Шрьодингера, що зараз відоме під назвою рівняння Клейна — Ґордона.
У 1927 році Вольфганг Паулі узагальнив рівняння Шрьодингера для частинок зі спіном 1/2 в електромагнітному полі (рівняння Паулі).

## Інтерпретація
Хвильова функція є неспостережуваною величиною, тобто, її значення не може бути заміряне безпосередньо. 
Макс Борн запропонував інтерпретувати хвильову функцію, як амплітуду ймовірності. В цій інтерпретації квадрат модуля хвильової функції відповідає густині ймовірності положення частинки. Таким чином, імовірність того, що частинка перебуває в області простору W в момент часу t визначається як
{\displaystyle \operatorname {P} (W)=\int \limits _{W}|\psi (\mathbf {r} ,t)|^{2}dW.\quad } де |ψ(x)|2 = ψ*ψ, а ψ* — функція, комплексно спряжена з ψ.
Іноді ця інтерпретація розглядається в статистичному контексті: якщо існує велика кількість частинок, що знаходяться в одному і тому ж квантовому стані, то P(W) означає долю частинок, що знаходяться в області V.
У випадку однієї частинки, її також можна розглядати як частину часу, що вона проводить в області V.

## Математичний опис

### Властивості
Оскільки хвильова функція є комплексною, її можна виразити у вигляді 
{\displaystyle \psi =R(x,y,z,t)e^{i\alpha (x,y,z,t)}}
В такому випадку R є модулем функції, а {\displaystyle e^{i\alpha (x,y,z,t)}} називають фазовим множником. 
З цього запису видно, що при множенні хвильової функції на деяке число {\displaystyle e^{i\beta }}, значення амплітуд ймовірності, що їй відповідають, не зміняться. Таке множення називається глобальним фазовим поворотом, або глобальним калібрувальним перетворенням, а симетрія відносно такого перетворення (вона належить до групи симетрії U(1)) є одним з видів калібрувальної інваріантності.
З фізичних міркувань, на ψ-функцію накладаються такі обмеження: вона має бути однозначною, неперервною і квадратично-інтегрованою (остання умова означає існування інтегралу від квадрату функції). 
Також, оскільки частинка не може безслідно зникнути, ймовірність знаходження її в нескінченно великому просторі буде рівна одиниці, тобто є достовірною:
{\displaystyle \int \limits _{\infty }|\psi (\mathbf {r} ,t)|^{2}dV=1.\quad }
Ця умова має назву умови нормування хвильової функції. Вона виконується в практично в усіх реальних випадках, проте у деяких важливих теоретичних моделях, таких як частинка, що рухається за відсутності зовнішніх полів, ψ-функція не спадає на нескінченності, а тому нормування не є можливим. Такі стани називають делокалізованими.
Зазвичай, при виведенні хвильової функції з деяких теоретичних міркувань, ψ-функція виявляється ненормованою, і цей інтеграл виявляється рівним деякому числу n. В такому випадку, для нормування достатньо поділити ψ-функцію на {\displaystyle {\sqrt {n}}}.

### Рівняння Шредінгера
Основним рівнянням квантової механіки, що використовується для знаходження хвильової функції за конкретних умов є рівняння Шредінгера:
{\displaystyle i\hbar {d\psi (\mathbf {r} ,t) \over dt}=-{\frac {\hbar ^{2}}{2m}}\Delta \psi (\mathbf {r} ,t)+U(x,y,z,t)\psi },
де U — потенційна енергія, а Δ — лапласіан.
Для знаходження ψ-функції, рівняння спочатку розв'язують в загальному вигляді для заданого U, а потім, підставляючи граничні умови, отримують частинний розв'язок.
Оскільки рівняння Шредінгера є лінійним і однорідним диференціальним рівнянням, воно має важливу властивість: якщо воно має кілька розв'язків, φ1, φ2, φ3 тощо, то будь-яка лінійна комбінація цих розв'язків також буде розв'язком. Ця властивість називається принцип суперпозиції. Її фізична інтерпретація полягає в тому, що частинка має ймовірність знаходження в будь-якому з можливих для неї станів.
Практично важливим варіантом рівняння Шредінгера є випадок стаціонарного поля, тобто такого, коли U не залежить від часу. У такому полі хвильова функція теж є стаціонарною. Крім того, у цьому випадку повна механічна енергія частинки лишається постійною.
Рівняння Шредінгера є нерелятивістським, і не враховує спін частинок. Для таких випадків використовуються рівняння:
- Рівняння Клейна — Ґордона
- Рівняння Паулі для частинок зі спіном 1/2
- Рівняння Дірака для релятивістських частинок зі спіном

### Квантові оператори
Фізична величина, яка може визначатися в експерименті, у квантовій механіці задається певним ермітовим оператором — лінійне відображення, що діє на хвильову функцію. Якщо {\displaystyle {\hat {A}}} — це квантовомеханічний оператор, що пов’язаний з деякою вимірюваною фізичною величиною, то середнє значення такої величини можна визначити як {\displaystyle \langle A\rangle =\int \psi ^{*}{\hat {A}}\psi dV}
Серед вживаних операторів можна виділити:
- Оператор імпульсу:

{\displaystyle {\hat {\mathbf {p} }}=-i\hbar \nabla }
- Оператор кінетичної енергії:

{\displaystyle {\hat {T}}=-{\frac {\hbar ^{2}}{2m}}\Delta }
- Оператор моменту імпульсу:

{\displaystyle {\hat {\mathbf {L} }}=-i\hbar [\mathbf {r} ,\nabla ]}
- Оператор спіну:

{\displaystyle {\hat {s}}={\frac {1}{2}}{\hat {\sigma }}}, де {\displaystyle {\hat {\sigma }}_{x}={\begin{pmatrix}0&1\\1&0\end{pmatrix}}}, {\displaystyle {\hat {\sigma }}_{y}={\begin{pmatrix}0&-i\\i&0\end{pmatrix}}}, {\displaystyle {\hat {\sigma }}_{z}={\begin{pmatrix}1&0\\0&-1\end{pmatrix}}} — Матриці Паулі.

## Принцип невизначеності
Квантові оператори дозволяють дізнатися середнє значення деяких величин. Відхилення величини від цього значення дорівнює {\displaystyle A-\langle A\rangle }, для оператора A. 
Якщо розглянути дві величини, відхилення від середнього значення для імпульсу і для координати, то виявиться, що добуток середніх значень квадратів цих величин не може бути меншим за деяке скінченне значення, а саме {\displaystyle {\frac {\hbar ^{2}}{4}}}. 
Той же результат можна описати як:
{\displaystyle \sigma _{x}\sigma _{p}\geq {\frac {\hbar }{2}}}
де σ — середнє квадратичне відхилення деякої величини.
Ця формула говорить про те, що ніяким експериментом не можливо одночасно встановити імпульс частинки і її координату в просторі. Будь-яке вимірювання імпульсу змінює координату, тим сильніше, чим більш точним воно є, і навпаки. 
Принцип невизначеності сильно змінив розуміння значення вимірювання, а також впливу експериментатора на досліджуваний об’єкт — так званий ефект спостерігача.
Схожий закон пов’язує і енергію з часом: невизначеність значення енергії тим більша, чим на меншому проміжку часу вона вимірюється, і навпаки.

## Хвильова функція системи багатьох частинок
Хвильова функція квантової системи, що складається з кількох частинок, залежить від координат всіх частинок. Наприклад, для двох частинок {\displaystyle \psi (\mathbf {r} _{1},\mathbf {r} _{2},t)}. При визначенні середніх значень спостережуваних величин інтегрування проводиться у всьому конфігураційному просторі. Наприклад, для двох частинок 
{\displaystyle \langle A(t)\rangle =\int \psi ^{*}(\mathbf {r} _{1},\mathbf {r} _{2},t){\hat {A}}\psi (\mathbf {r} _{1},\mathbf {r} _{2},t)dV_{1}dV_{2}},
У випадку тотожності частинок, на хвильову функцію накладається додаткова умова, пов'язана з інваріантністю щодо перестановок цих частинок, згідно з принципом нерозрізненості. Квантові частинки поділяються на два класи - ферміони й бозони. Для ферміонів 
{\displaystyle \psi (\mathbf {r} _{1},\mathbf {r} _{2},t)=-\psi (\mathbf {r} _{2},\mathbf {r} _{1},t)},
тобто хвильова функція міняє знак при перестановці частинок. Таку функцію називають антисиметричною щодо перестановок. Для бозонів
{\displaystyle \psi (\mathbf {r} _{1},\mathbf {r} _{2},t)=\psi (\mathbf {r} _{2},\mathbf {r} _{1},t)},
тобто при перестановці частинок хвильова функція залишається незмінною. Таку функцію називають симетричною щодо перестановок.

## Симетрія
Електронна хвильова функція {\displaystyle \psi ({\vec {r}}_{1},\sigma _{1};\,{\vec {r}}_{2},\sigma _{2};\,...;\,{\vec {r}}_{N},\sigma _{N})} N-електронної системи із заданою геометричною структурою будується у вигляді скінченного розкладу по багатоелектронним базисним функціям {\displaystyle \Phi _{K}}
{\displaystyle \psi _{Q}=\sum _{K=1}^{ndet}A_{KQ}\Phi _{K},}
де {\displaystyle Q} - номер електронного стану (нумерація починається із основного стану, {\displaystyle Q=1;} за відсутності виродження стану із {\displaystyle Q<1} - збудженні), {\displaystyle ndet} - число функцій {\displaystyle \Phi _{K}}. Функції {\displaystyle \Phi _{K}} записуються у вигляді детермінантів Слетера ромірності N, побудованих на зайнятих молекулярних спін-орбіталей - одноелектронних хвильових функцій {\displaystyle \psi ({\vec {r}}_{i},\sigma _{i}),} кожна з яких залежить від просторових {\displaystyle {\vec {r}}_{i}} та спінових {\displaystyle \sigma _{i}} координат лише одного електрона:
{\displaystyle \Phi _{K}={\frac {1}{\sqrt {N}}}{\begin{vmatrix}\psi _{1K}({\vec {r}}_{1},\sigma _{1})&\psi _{2K}({\vec {r}}_{1},\sigma _{1})&...&\psi _{NK}({\vec {r}}_{1},\sigma _{1})\\\psi _{1K}({\vec {r}}_{2},\sigma _{2})&\psi _{2K}({\vec {r}}_{2},\sigma _{2})&...&\psi _{NK}({\vec {r}}_{2},\sigma _{2})\\...&...&...&...\\\psi _{1K}({\vec {r}}_{N},\sigma _{N})&\psi _{2K}({\vec {r}}_{N},\sigma _{N})&...&\psi _{NK}({\vec {r}}_{N},\sigma _{N})\\\end{vmatrix}}.}
Функції {\displaystyle \Phi _{K}} відрізняються тим, які саме N спін-орбіталей з їх загального числа обрані для побудови детермінанта. Таким чином, кожній {\displaystyle \Phi _{K}} відповідає певний варіант розшарування N електронів по спін-орбіталям (електронна конфігурація). У нерелятивістському наближенні спін-орбіталі записуються у вигляді добутку просторової частини - молекулярної орбіталі на спінову функцію:
{\displaystyle ({\vec {r}}_{i},\sigma _{i})=\varphi ({\vec {r}}_{i})\cdot \eta (\sigma _{i}).}
Спінова функція {\displaystyle \eta (\sigma _{i})}, відповідна проєкція спіну {\displaystyle +1/2\hbar } , позначається символом {\displaystyle \alpha ,} проєкції {\displaystyle -1/2\hbar } символом {\displaystyle \beta .}

## Приклади

### Вільна частинка
Вільною частинкою називається частинка, що рухається без зовнішнього впливу, тобто U(x, y, z, t) = 0. В такому випадку рівняння Шредінгера для частинки з енергією Е має вигляд:
{\displaystyle \Delta \psi +k^{2}\psi =0}, де {\displaystyle k={\frac {2mE}{\hbar ^{2}}}}.
Розв’язком цього рівняння є 
{\displaystyle \psi (x,y,z)=Ce^{{\frac {i}{\hbar }}{\vec {p}}{\vec {r}}}}
Як видно, ймовірність знайти частинку є рівною в будь-якій точці простору. З цієї причини, хвильове рівняння для такого випадку не нормується. На практиці, абсолютно вільна частинка є ідеалізованою моделлю, а в реальності в просторі завжди є деякі поля.

### Частинка у прямокутній потенціальній ямі

Деякі з можливих розв’язків рівняння Шредінгера для прямокутної ями

У випадку одномірної нескінченно високої потенціальної ями з краями в точках 0 і a, U(x)=0, коли 0 < x < a і нескінченності за межами цього проміжку. Граничними умовами є рівність хвильової функції нулю у точках 0 і а.
Розв’язками такого рівняння буде ряд функцій:
{\displaystyle \phi _{n}=C_{n}sin({\frac {\pi nx}{a}})}, що описують набір стоячих хвиль.
З умови нормування видно, що {\displaystyle C_{n}={\sqrt {\frac {2}{a}}}}.
Враховуючи принцип суперпозиції, фізичний зміст цих розв'язків є таким: частинка має високу ймовірність бути знайденою у пучностях синусоїди, що вміщує ціле або напівціле число періодів між 0 і а. Це значно відрізняється від рішень цієї ж задачі для класичних частинок, які рівномірно відбиваються від однієї стінки до іншої, і мають рівні ймовірності бути знайденими у будь-якій точці всередині ями.
Енергія частинки у відповідному стані дорівнює:
{\displaystyle E_{n}={\frac {\pi ^{2}\hbar ^{2}}{2ma}}n^{2}}.
Як видно, енергія частинки в таких умовах є квантованою, тобто може приймати лише деякі дискретні значення. Чим більшою є енергія частинки, тим більше періодів синусоїди може бути розміщене між границями ями, і тим більше положень є доступними для частинки. Іншим важливим наслідком цих розв'язків є той факт, що енергія не може опускатися нижче деякого мінімального значення {\displaystyle E_{1}={\frac {\pi ^{2}\hbar ^{2}}{2ma}}}. Це значення називається мінімальна енергія.

### Гармонічний осцилятор
Класичний гармонічний осцилятор — матеріальна точка, що рухається за гармонічним законом, тобто, коливання якої відбуваються за синусоїдальним законом. У випадку квантової системи, положення частинки не є визначеним, тому таке визначення буде некоректним. 
Квантовим осцилятором вважається частинка, що знаходиться у потенційному полі, що має мінімум, наприклад U(x)=kx2/2 (в одномірному випадку).
Тоді рівняння Шредінгера приймає вигляд
{\displaystyle {\frac {d^{2}\psi }{dx^{2}}}+{\frac {2m}{\hbar ^{2}}}(E-{\frac {m\omega ^{2}x^{2}}{2}})\psi =0},
а його розв’язки
{\displaystyle \psi _{n}=C_{n}e^{-{\frac {z^{2}}{2}}}H_{n}(z)}, де
{\displaystyle z=x{\sqrt {\frac {m\omega }{\hbar }}}}
а Hn — поліноми Ерміта
{\displaystyle H_{n}(z)=(-1)^{n}e^{z^{2}}{\frac {d^{n}}{dz^{n}}}(e^{-z^{2}})}.
Хвильовим функціям ψn відповідають енергетичні рівні 
{\displaystyle E_{n}=\hbar \omega (n+{\frac {1}{2}})}.
Як видно з рівняння, квантовий осцилятор також має мінімальний енергетичний рівень, що носить назву нульових коливань E0=hω/2. Прикладом фізичного явища, спричиненого такими коливаннями є незамерзання рідкого гелію навіть при температурі абсолютного нуля.

### Прямокутний потенціальний бар’єр
У одномірному випадку потенційного бар'єру що починається в точці 0, закінчується в точці a, і має деяку висоту U, і частинки, що налітає на нього зліва (зі сторони 0), рівняння Шредінгера розпадається на три:
{\displaystyle {\begin{cases}{\frac {d^{2}\psi _{1}}{dx^{2}}}+{\frac {2mE}{\hbar ^{2}}}\psi _{1}=0,&x<0\\{\frac {d^{2}\psi _{2}}{dx^{2}}}+{\frac {2m(E-U)}{\hbar ^{2}}}\psi _{2}=0,&0\leq x<a\\{\frac {d^{2}\psi _{3}}{dx^{2}}}+{\frac {2mE}{\hbar ^{2}}}\psi _{3}=0,&x\geq a\end{cases}}}
Ці рівняння мають такі загальні розв'язки:
{\displaystyle {\begin{cases}\psi _{1}=Ae^{ikx}+Be^{-ikx}\\\psi _{2}=Ce^{iqx}+De^{-iqx}\\\psi _{3}=Fe^{ikx}+Ge^{-ikx}\end{cases}}},
де {\displaystyle k={\frac {2mE}{\hbar ^{2}}},q={\frac {2m(E-U)}{\hbar ^{2}}}}
Фізичний сенс цих рівнянь є таким: {\displaystyle Ae^{ikx}} відповідає частинці, що падає на бар'єр, {\displaystyle Be^{-ikx}} — частинці, що відбилася від нього, {\displaystyle Fe^{ikx}} — частинці, що перетнула бар'єр, а {\displaystyle Ge^{-ikx}} — частинці, що падає на бар'єр зправа (таких частинок немає, тому G=0).
Граничні умови задаються як рівність функцій ψ1 і ψ2 у точці 0, рівність функцій ψ2 і ψ3 у точці а, відсутність частинок, що падають на бар'єр з правої сторони, а також закон збереження частинок: сума ймовірностей проходження бар'єру і відбиття від нього, дорівнює ймовірності падіння на бар'єр. 
Застосовуючи ці умови, можна знайти співвідношення A і F, яке залежить від співвідношення енергії частинки і висоти бар’єру, але виявляється завжди більшим за нуль і меншим за одиницю. Це означає, що частинка, енергія якої більша за U може відбитися від бар’єру, а частинка, енергія якої менша за U має шанс пройти через нього. Останнє явище називається тунелюванням. 

## Вектор стану
Для опису елементарних частинок, які можуть мати відмінний від нуля спін, однокомпонентної, скалярної, хвильової функції недостатньо. Рух таких частинок задається сукупністю із кількох хвильових функції, яка має ширшу назву: вектор стану.
{\displaystyle \psi =\left({\begin{matrix}\psi _{1}\\\vdots \\\psi _{N}\end{matrix}}\right)}.
Наприклад, електрон зі спіном 1/2 описується сукупністю чотирьох хвильових функцій.
Незважаючи на слово «вектор», вектор стану не є справжнім вектором у просторі. Тут цей термін вживається радше в сенсі вектора лінійної алгебри. Щодо просторових властивостей, то при обертанні системи координат, вектор стану загалом може мати особливі властивості. Наприклад, вектор стану для електрона є спінором.
Зазвичай, сукупність кількох хвильових функцій, які входять до складу вектора стану, теж називають хвильовою функцією.